# اتحاد بین فرهنگی
اتحاد بین فرهنگی (انگلیسی: UNITED for Intercultural Action)یک شبکه اروپایی علیه ملی‌گرایی، نژادپرستی، فاشیسم و حمایت از مهاجران و پناهندگان است که در آن بیش از ۵۶۰ سازمان از ۴۸ کشور اروپایی همکاری می‌کنند.
UNITED در سال ۱۹۹۲ تأسیس شد (به‌طور رسمی به عنوان سازمان خیریه تحت قانون هلند در سال ۱۹۹۳ ثبت شد)
این ارگان همبستگی و همکاری فعال بین سازمان‌های مختلف در اروپا و فعالان آن در سراسر مرزهای اروپا را فراهم می‌کند.

## تاریخچه
UNITED خود را به عنوان ابزار پان اروپایی برای تقویت و پیوند دادن سازمان‌های مردمی و اقدامات آنها برای بهبود تأثیر اجتماعی و سیاسی خود تعریف می‌کند. ایده شبکه UNITED توسط شرکت کنندگان از دو سمینار جوانان ضد نژادپرستانه اروپایی در استراسبورگ در سال ۱۹۹۲ شکل گرفت.

## اهداف
فعالیت UNITED عمدتاً بر هماهنگی کمپین‌های آگاهی رسانی در سراسر اروپا، سازماندهی کنفرانس‌های بین‌المللی و نگهداری یک سیستم اطلاعاتی و ساختار شبکه متمرکز است.
کمپین‌های سالانه:
– هفته اقدام اروپایی علیه نژادپرستی
– روز بین‌المللی پناهندگان
– روز بین‌المللی علیه فاشیسم
UNITED در شورای اروپا شرکت دارد و عضو شورای مشورتی جوانان شورای اروپا است و از سال ۱۹۹۷ دارای مشورت ویژه در شورای اقتصادی و اجتماعی (ECOSOC) سازمان ملل است.